# 建新公司
建新公司，是1947年至1949年期间，中国共产党在苏联军事控制下的旅大地区设立的从事军事工业生产的一家大型工业联合企业。

## 历史
全面内战爆发后，1946年9月东北民主联军副司令员萧劲光到大连筹划建设后勤生产基地。中共旅大地委负责人向萧劲光汇报了在大连建立军工生产基地的有利条件：可以利用大连“自由港”的条件采购到各种原材料，解决军工生产所需原料问题；大连为苏军管制，苏军对中共的工作是默认的、支持的，大连又是由中共控制的一个隐蔽的后方，不直接受战争影响；大连工业门类齐全，熟练技术工人多，有利于生产。萧劲光深入企业调查研究后，向东北局、中共中央提出在大连组织兵工生产。11月13日中央军委电示晋察冀、晋冀鲁豫、华东：“各解放区向大连派出干部，携带一部分资本，开办兵工厂。”11月15日，华东复电拟派人赴大连办兵工厂和制药厂。晋察冀复电不准备去大连办厂。11月22日，中央军委电示晋察冀：“大连设厂是为长久计”，“仍应抽少数干部与资金去大连办兵工厂”。华东局、华中分局、胶东兵工总厂和晋察冀中央局等都陆续派出干部、技术人员到大连。1946年11月，旅大地委召集各解放区进驻大连的军工负责人，成立了旅大地委军工生产委员会，以旅大公安总局工业科的名义开始对外工作，由旅大公安总局局长边章五任主任，曾在延安茶坊兵工厂担任领导的胡俊和刘振任副主任。按照中央军委要求在大连生产炮弹和无烟火药的指示，考察多家公、私营工厂，对炮弹和无烟火药生产必备的原材料硝酸、硫酸、炮弹弹体钢等情况进行了重点调查。1947年1月，东北局和华东局共同决定，利用大连原有的工业基础，建立军工生产基地，并责成旅大地委负责与苏军交涉，要求将大连的一批重要工厂交由中共管理。旅大地委书记韩光亲自出面与苏联在旅大的驻军当局交涉，把当时大连6家工厂：“满洲”化学厂、大连机械厂、大华炼钢厂、铸钢厂、制罐厂、金属制品厂等从苏军军管改划给建新公司，形成配套齐全的大口径炮弹生产体系。
1947年2月主管东北军区军工、后勤建设、后备兵团建设的罗荣桓从战争全局考虑，指定伍修权抓东北的军工生产；1946年上半年罗荣桓曾在大连治疗肾病，因此指示伍修权在东北的各个军工点中，大连的规模最大，条件最好，你们要特别注意大连的军工生产，并下达了具体的任务。
1947年华东解放战争处于国民党军队重点进攻山东阶段。1947年3月，陈毅指示华东局财经委员会主任兼华东局组织部长曾山派华东局财委副主任朱毅携带大量胶东生产的黄金作为办厂经费，率领60余名干部奔赴大连筹建组织弹药生产基地。华东干部到达大连后成立了华东局财委驻大连工作委员会，朱毅任书记，统一领导华东在大连派驻的机构。华东局财委驻大连工委下设两个委员会：
- 兵工委员会，对外以建新工业股份有限公司名义，以经营化工原料、钢材、特殊钢、金属制品为掩护从事军工生产
- 财贸委员会，负责接收和销售华东运来的物资，采购华东战场急需物资，为建新公司筹措经费并负责海上运输。

1947年5月12日原华中军区军械处政委吴屏周秘密建立炮弹生产工厂，取名裕华铁工厂。当时没有现成的炮弹钢，就用日本投降后大连地区库存的一部分火车车轴钢做加工炮弹试验。1947年6月初，原华中局军械处副处长兼炮弹厂厂长吴运铎率领干部和技术人员，在大连甘井子老虎牙建立为炮弹配套的引信工厂——宏昌铁工厂。胶东兵工总厂副厂长刘振带队修复了从大连机械工厂拆卸的水压机、车床，以火车轴作原料，试验生产炮弹体，从1946年底到1947年上半年，生产出7000多发弹体运往胶东战场。 
1947年7月1日正式成立建新公司，公司经理由华东局派来的朱毅担任，副经理由张珍、晋察冀中央局派来的江泽民（即汽车工业专家“老江泽民”）担任。建新公司经理部位于今中山区人民路23号。建新公司生产所需的原材料、电力、煤炭及废钢铁也得到苏方的支援。由于大连化学厂、大连钢铁厂原来就在甘井子区，新建立的炮弹加工和总装等厂也设在甘井子区的市郊，并配套了军工企业专用的易爆危险品码头。除了自建的炮弹厂、引信厂，建新公司还接收了满洲化学、大华炼钢、进和、金属制品、制罐等6家工厂，又吸收合并一些小厂，如模范工厂、振东工厂、五一工厂等，形成一个中共直接领导下的大型兵工生产基地。建新公司为企业管理机关，设秘书室、人事部、企划部、工程部、经理部、会计处等部门，所属各厂为生产单位均实行厂长负责制。公司成立党委，各厂设党总支或分支，并实行政治委员制。1947年谭光庭任公司政委。后由旅大地委副书记李一氓兼任建新公司政治委员。
1947年7月29日中央军委给华东局并东北局的电报指示：东北主要供应华东山野炮弹和一部分黄色炸药。当时山东解放区不具备生产山野炮弹的能力，至1948年底，山东的第二军工局下属各厂每月只能复装山、榴、加农炮弹约1000多发。
1947年9月23号，裕华厂厂长吴屏周、副厂长刘振、宏昌厂厂长吴运铎亲自试爆8枚新生产的炮弹，炮弹厂厂长吴屏周身先士卒查找哑炮问题，当场牺牲。吴运铎身负重伤。
1947年9月至10月，范汉杰指挥国军胶东兵团，攻占了胶东半岛的主要交通线与烟台、威海等城市，大连至胶东的交通线受阻，山东解放区与香港的海上交通线被切断。周恩来委托钱之光、刘昂等到大连，华东局财委驻大连办事处为钱之光等在天津街靠火车站附近找了一座三层楼房子，创办了中华贸易总公司，租用苏联、朝鲜货船，往返于大连、朝鲜的罗津和香港之间，把北满的大豆、皮毛、猪鬃等土特产品经罗津港运出，带回需要的橡胶、医药、化工原料等物资；来大连采购战略物资的华东、晋察冀等解放区代表，都通过中华贸易总公司从香港办货。负责原材料供应的建新公司经理部经理谭伟经常通过中华贸易总公司到香港采购兵工生产所需要的重要物资。1947年11月7日东北局主管后勤的副书记李富春在哈尔滨听取了华东局陈易等的汇报后决定：建新公司及所属各厂经费，从1948年起由东北局负责，但生产的炮弹仍然全部交华东，旅大地委要全力支持建新公司的生产。11月13日毛泽东电东北局：用全力加强军事工业之建设，以支援全国作战为目标。11月14日华东局电报中央同意把在大连的军工干部、工厂、器材、原料拨归东北局统一领导。1948年1月，建新公司列为东北军区军工部第9办事处,对外仍称建新公司。1948年初，华东战场转入反攻。建新公司生产的75毫米山炮炮弹，绝大部分由华东局财委驻大连办事处的华顺商行组织运输队，经海路越过国民党海军在渤海海峡的封锁线，送到胶东半岛东端俚岛的物资接运站上岸，再由山东解放区的支前大军的小推车逐级倒运，运到前沿兵站。
建新公司1948年初开始大批量生产炮弹，海上运输供应华东战场。炼钢厂开始使用坩埚冶炼弹体钢，但冶炼质量也不易保证。后来公司自行研制作一台低周波冶炼电炉，保证了供应。1948年1月24日，建新公司经水压机热压挤伸法加工全钢炮弹毛坯成功，利用率由30%提高到60%，用2台水压机代替125台车床的工作量，月产炮弹由过去的1万发提高到3万发，全装炮弹全部试制任务完成，为此建新公司将自行生产的炮弹命名为“一二四”式炮弹。大连民政局负责人巴申上校1948年3月16日同旅大地委主要负责同志谈话记录中记载：“巴申同志说：蒋介石和苏联订了中苏条约，结果对他竟无利益，对中共对世界与远东和平反而大大有利；只要外交上说得过去，对敌人无利，对革命有利，我们为什么不做呢?比如军工生产、织布、做(军)鞋等等，我们当然要加强。北满在严重的战争情况下，还在节衣缩食帮助我们粮食、棉花，难道我们在此和平环境下．还不积极帮助他们吗?”:303
按照罗荣桓的指示：建新公司“规模大，条件好，技术高”，应抓紧对大连军工的指导，1948年5月伍修权到大连检查建新公司工作，落实年产20万枚七五山炮弹的生产任务。伍修权在建新工业公司干部会议上作了形势报告，强调今日战争胜利发展，需要很多军火支持；我们担负着重任，大连的同志有条件，有能力完成中央军委下达的任务，大连要发挥重要军火生产基地的作用。实际上东北野战军主要使用牡丹江炮弹厂收集的日式炮弹复装，基本不需要建新公司的产品。伍修权还在旅大财经会议上，根据东北局的指示提出，各解放区在旅大的采购与苏军的交涉必须统一领导，必要时物资可以互相借用、调剂。伍修权这一从全局出发的意见，被华东局派往大连的负责同志误解，华东局6月13日电报中央军委说伍修权在大连调用了华东局在大连的两万多两黄金和三千多吨花生油。6月17日周恩来亲笔起草中央军委电文要求东北局查明，重申大连军工厂应不分东北与华东，所属资金、干部统由中央委托东北军工部管理，所生产的弹药由军委分配，原属华东的黄金、花生油仍应归华东局所有。东北军区经过调查，于6月30日报告军委：东北局没有接受华东局在大连的黄金和花生油，并引用了伍修权的报告和华东局在大连的负责同志6月20日给东北局的汇报：“伍修权同志在旅大财经会议上没有讲接受华东局的黄金和花生油，这些资产现尚存华东局驻大连财经办事处。”事后，华东局致电东北局道歉。
1948年秋，中央军委电令：建新公司改属中央军委领导，委托东北军区军工部代管。 1948年10月前，又有五一、裕民、长兴等工厂陆续并入建新公司。同时，中华医药公司和原属通讯系统的光华电器公司又并入建新工业公司(1949年4月，两个公司又划出)。
至1948年底，建新公司职工人数8000余人。所属工厂主要有：
- 炮弹厂（隐蔽一厂，原先是日本人遗弃的胶合板厂。对外称裕华铁工厂，1949年9月改称八一工厂）：位于甘井子区海茂村。安装4台200吨水压机和1台蓄压器进行弹体加工工艺改革，弹体月产由1万发提高到3万发。
- 引信厂（隐蔽二厂，原先是日本人遗弃的石矿的机修厂。对外称宏昌铁工厂，后与裕华铁工厂合并）
- 钢铁厂（原为大华矿业株式会社，后改称大华炼钢厂。沿革为大连钢厂、东北特钢集团大连特殊钢有限公司前身）：生产炮弹用的中碳钢和硬质合金工具钢。并入了生产工具钢的金属制品厂（原名进和商社）。
- 化学厂（原为“满洲化学工业株式会社”简称“满化”、国光工厂。今大连化学工业公司前身）：生产无烟火药。1947年底硝化棉生产线和金家屯无烟药生产线基本建成，1948年年产单基药110吨，月产10吨。建有硫酸、硝酸、乙醚、二硝基苯、苯二胺、盐酸、活性炭、水玻璃等生产车间及硝化棉（4分厂）、无烟发射药（5分厂）。化学厂生产的发射药，除供应本地外约有三分之二支援了其他兵工厂。1951年6月修复后恢复了合成氨的生产，同时生产硝胺，先后有一大批技术骨干调到全国各地，成为新中国化工建设的骨干。
- 机械厂（原大连机械制作所。沿革为大连重型机器厂）：建新公司成立时，把炮弹弹体生产部分并入了裕华铁工厂，本厂生产军事工业所需的各种机器、设备和工具。后为扩大生产能力，并入了长兴铁工厂、裕民机器工厂、大连铸造厂。
- 制罐厂（原为安川组铁工所和大连铁工所。苏军接管后合并两厂为大连汽锅工厂。后沿革为大连橡胶塑料机械厂）：军工生产辅助工厂。制造炮弹箱，修理安装建华公司的锅炉、锯条等。

建新公司在战争期间（1947年至1950年）生产日式三八、九四式、自制一二四式和美式M1的七五山炮弹54.17万发（其中1948年全年的产量是23万发）、炸药筒26万余个、自配美式野山加引信9.5万个，改产掷弹引信55.6万个，修理旧引信16.2万个；生产美式、日式底火60.9万个，雷管24万只、六〇迫击炮1430门，苏式冲锋枪1563支、生产弹体钢3000多吨、无烟火药450余吨，以及200吨水压机、千吨油压机等一大批兵工生产设备，绝大部分供应了华东战场，少部分供应华北和东北。生产与试验中牺牲吴屏周等17人，重伤了吴运铎等人。各种型号无烟炸药450吨。
陈毅司令员给韩光写亲笔信表示感谢。1948年12月13日，建新公司经理朱毅在河北省平山县西柏坡参加第二次全国兵工会议。其间，朱德总司令和开会的代表共进午餐时，恰巧与朱毅等同桌。朱德总司令对朱毅说：“你们建新公司做的炮弹，在几个战场都用上了，前方反映很好。”刘少奇副主席接见朱毅时说：“大连建新公司支援人民解放战争，工作做得很好，中央很满意。”1949年1月，淮海战役胜利结束，华东野战军副司令员粟裕在总结淮海战役胜利原因时说：“华东地区的解放，特别是淮海战役的胜利，离不开山东的小推车和大连的大炮弹。”贺龙在参观了大连军工生产后评价：“看了你们的军工，我的腰杆也硬了。”
1949年6月28日 ,中央军委批示兵工生产以“保留必要者，提高质量，节省经费，以利恢复发展人民经济”为原则，逐步减少弹药生产，积极发展民品生产。建新公司所属各厂 ，除弹药、引信、无烟药3厂生产军品外 ,其它工厂原先就是民品生产厂，民品生产车间基本保留。转入镀锌铁丝、铁钉、木螺丝、锉刀、耐酸泵、耐酸器材、硬质合金、硝酸、硫酸、锅炉等民品生产。1949年建新公司产值中民品占53.7%。全年生产日式及美式七五山炮弹210 000发，掷弹引信300 000个，美式双用引信40 000个，无烟发射药259吨。1949年12月10日，建新公司召开第一届党代会，制定“由军火生产转为和平生产，为国家为人民生产更多财富”的方针。
1950年初，建新公司改属东北人民政府工业部领导。1950年,建新公司用前4个月时间完成了上级下达的军品生产任务，生产美式七五山炮弹 60 000发，掷弹引信250 000个，美式引信5 400个，修改短延期为瞬发引信1 620 000个 ,无烟发射药88. 5吨，民品生产价值東北幣60亿元。1950年5月，建新公司奉命停止军品生产，将无烟药分厂的设备和600多名技术骨干调往辽阳厂，公司机构实行精简，改部为处。1950年7月中央人民政府重工业部决定 ,将大连钢厂的特殊钢生产部门迁往湖北大冶，500多名干部、技术骨干随同前往。抗美援朝战争爆发后，八一工厂恢复生产大口径炮弹的弹头，并试制批产了前线反坦克继续的单兵火箭弹；1951年至1952年生产数百万炮弹弹壳体。1950年12月，东北人民政府工业部根据中共中央东北局决定，撤销建新公司行政组织，将所属各厂划归东北人民政府工业部所属各专业局直接领导。1951年元旦建新公司举行会议，结束了建新公司对各厂的行政领导关系。1951年3月，中央重工业部决定，建新公司最后留下的200余名干部调新组建的沈阳飞机制造厂。1951年5月29日，旅大市委撤销建新公司党委，建新公司所属各厂党的组织直接归属旅大市委领导，至此建新公司结束。
建新公司为新中国成立后的工业经济建设积累了经验，采用了日式和苏式的经济核算制度、生产的定额管理和质量管理，建立岗位责任制，车间民主管理，实行了基本工资和计件超额奖励制度，培养了一批工业企业管理干部和技术人员，以及大批技术工人，先后向外输送干部和技术骨干上千人，是中华人民共和国建国后现代化军事工业的一个重要来源。“党的干部，熟悉现代工业的技术和管理的人不多，老解放区没有现代工业，没有锻炼干部的条件。大连建新公司是综合性企业，生产门类较多，是最好的工业管理干部的场所。”

## 著名人物
- 吴运铎：建新公司建新公司工程部副部长、引信厂厂长。《把一切献给党》作者。1947年9月试爆新生产的炮弹时，左胳膊被炸断，右腿下部被弹片削去一截。
- 赵桂兰：1930年12月出生于山东省安邱县贫农家庭，11岁当童工，后为建新公司引信厂女工，1948年12月入党。1949年12月19日下半时，手持生产试验剩下的约100克雷汞送回配置室，跌倒时紧握雷汞压在身下，左下臂被炸飞，右臂断了五根筋，头部和身体多处重伤。被评为“护厂英雄”，东北人民政府工业部军工局授予“特等生产模范”、旅大市“女工工作模范”、“全国劳动模范”（旅大市第一位全国劳动模范），并被旅大市委市人民政府授予“党的好儿女”，作为特邀代表参加了全国政协第一届第二次会议，受到毛泽东、周恩来、刘少奇等党和国家领导人接见，并在全国政协大会上发言。1950年9月25日出席全国工农兵劳动模范代表会议。1950年1957年9月保送吉林大学法律系，毕业后任大连市西岗区人民法院助理审判员。1986年1月，在西岗区信访办离休。1999年被市工会授予“大连百年工人运动十大杰出人物”。2003年被授予全国“优秀社区志愿者”称号。[12]